# Stazione meteorologica di Poggibonsi Strozzavolpe
La stazione meteorologica di Poggibonsi Strozzavolpe è la stazione meteorologica di riferimento relativa alla cittadina di Poggibonsi.

## Coordinate geografiche
La stazione meteo si trova nell'Italia centrale, in Toscana, in provincia di Siena, nel comune di Poggibonsi, in località Strozzavolpe, a 241 metri s.l.m. e alle coordinate geografiche 43°28′N 11°09′E.

## Dati climatologici
In base alla media trentennale di riferimento (1961-1990) per l'Organizzazione Mondiale della Meteorologia, la temperatura media del mese più freddo, gennaio, è di +5,4 °C; quella del mese più caldo, luglio, si attesta a +23,1 °C .
Le precipitazioni medie annue nel medesimo trentennio si attestano a 754 mm, con moderato picco in autunno e distribuzione relativamente costante nelle altre tre stagioni con minimo relativo in estate.
| Poggibonsi Strozzavolpe | Mesi | Mesi | Mesi | Mesi | Mesi | Mesi | Mesi | Mesi | Mesi | Mesi | Mesi | Mesi | Stagioni | Stagioni | Stagioni | Stagioni | Anno  |
| Poggibonsi Strozzavolpe | Gen  | Feb  | Mar  | Apr  | Mag  | Giu  | Lug  | Ago  | Set  | Ott  | Nov  | Dic  | Inv      | Pri      | Est      | Aut      | Anno  |
| ----------------------- | ---- | ---- | ---- | ---- | ---- | ---- | ---- | ---- | ---- | ---- | ---- | ---- | -------- | -------- | -------- | -------- | ----- |
| T. max. media (°C)      | 10,2 | 11,6 | 14,6 | 18,8 | 23,2 | 27,5 | 30,9 | 30,6 | 27,2 | 20,7 | 14,7 | 10,9 | 10,9     | 18,9     | 29,7     | 20,9     | 20,1  |
| T. min. media (°C)      | 0,7  | 1,0  | 3,4  | 6,3  | 9,2  | 13,0 | 15,3 | 14,9 | 12,7 | 8,3  | 5,4  | 2,3  | 1,3      | 6,3      | 14,4     | 8,8      | 7,7   |
| Precipitazioni (mm)     | 59,4 | 59,2 | 66,5 | 63,5 | 61,5 | 48,6 | 24,3 | 45,3 | 62,1 | 90,2 | 95,8 | 77,6 | 196,2    | 191,5    | 118,2    | 248,1    | 754,0 |